# Migdal (Unternehmen)
Migdal Insurance and Financial Holdings Ltd. (hebräisch מִגְדָּל אַחְזָקוֹת בִּטּוּחַ וּפִינַנְסִים Migdal Achsaqōt Biṭṭūach ūFīnansīm, deutsch ‚Migdal (Turm) Versicherungs- und Finanzbeteiligungen‘, Plene: מגדל אחזקות ביטוח ופיננסים; TASE: MGDL) ist eine israelische Versicherungsgesellschaft.

## Geschichte
Migdal wurde im Jahr 1934 in Jerusalem gegründet. Zu den ursprünglichen Investoren gehörten einheimische palästinensische Juden, Familien aus Ägypten und Italien sowie die italienische Versicherungsgesellschaft Assicurazioni Generali, die einen Anteil von 50 % hielt und die erste finanzielle und fachliche Unterstützung leistete.
Generali hielt schließlich 70 % der Anteile von Migdal, und die Bank Leʾummi besaß fast 10 %. Im September 1996 ging Migdal an die Tel Aviver Börse und verkaufte 20 % seiner Aktien.
Im März 2012 verkaufte Assicurazioni Generali Migdal an Shlomo Eliahu für NIS 3.55 Milliarden. Eliahu hält auch einen großen Anteil an der Bank Leumi und 23 % an der Union Bank of Israel. Laut Forbes wurde er 2011 mit einem Nettovermögen von 1,1 Mrd. USD als zwölftreichste Person Israels eingestuft.